# Albert Marth

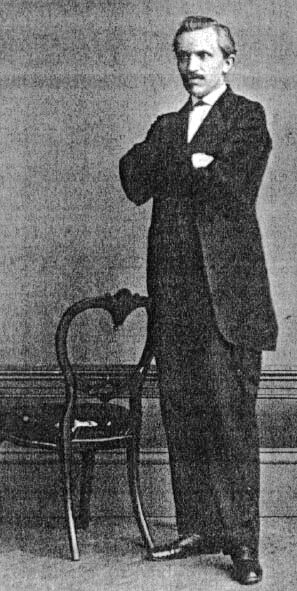
Albert Marth

Albert Marth (Colberg (Pommeren), 5 mei 1828 – Heidelberg, 5 augustus 1897) was een Duits astronoom.
Marth studeerde in eerste instantie theologie aan de Universiteit van Berlijn. Zijn sterker wordende interesse voor wiskunde en astronomie leidde uiteindelijk tot een studie astronomie bij Christian August Friedrich Peters in Koningsbergen.
In 1853 werd hij door George Bishop beroepen naar Londen, waar hij assistent van John Russell Hind werd.
Hij ontdekte op 1 maart 1854 de planetoïde (29) Amphitrite. 
Van 1855 tot 1862 werd hij als opvolger van Georg Rümker de assistent van Temple Chevallier aan het Durham Observatorium, Potters Bank, Engeland. Daarna werd hij door William Lassell geëngageerd als observant in een privé-sterrenwacht op Malta. Marth ontdekte zo'n 600 deepsky objecten in de tijd van 1863 tot 1865. Vrijwel alle objecten werden opgenomen in Dreyer's New General Catalogue. Daarna had Marth meerdere kleine banen en was tot 1883 hoofdzakelijk in Londen.
In 1882 was hij deelnemer aan de Venusovergang-expeditie aan Kaap de Goede Hoop. 
In 1883 kreeg Marth een baan aan de Colonel-Edward-Henry-Cooper's-sterrenwacht op Markree Castle bij Sligo in Ierland. 
Marth bracht zijn laatste jaren door in Duitsland. Hij overleed op 5 augustus 1897 in Heidelberg aan de gevolgen van kanker.
De maankrater Marth en de marskrater Marth zijn naar hem vernoemd.

## Trivia
Alhoewel Albert Marth om en bij de 600 sterrenstelsels had ontdekt die vervolgens allemaal werden opgenomen in de New General Catalogue, nam hij ook voorgrondsterren, planetaire nevels, en een fragment van de Rozettenevel in de Eenhoorn waar, allen behorend tot het melkwegstelsel.
Voorgrondsterren:
NGC 30, NGC 33, NGC 1113, NGC 2597, NGC 3339, NGC 5067, NGC 6199, NGC 6277, NGC 6499, NGC 6564, NGC 6669, NGC 7350, NGC 7504, NGC 7830, IC 1238.
Planetaire nevels:
NGC 6751, NGC 6765, NGC 6842, NGC 6852.
Fragment in de Rozettenevel:
NGC 2238.